# Château de Lagassié
 (mai 2023).
- Si vous ne connaissez pas le sujet, laissez ce bandeau (vous pouvez alors contacter les auteurs).
- Si vous supprimez le contenu mis en cause (vous pouvez préalablement contacter les auteurs),

argumentez précisément cette suppression dans la page de discussion
(un manque de référence n'est pas un argument ; une recherche réelle de référence doit avoir été effectuée, être formellement documentée).
Le château de Lagassié est un château situé à Garrigues, dans le Tarn (France).

## Historique
Il n'existe pas d'informations historiques sur le château de Lagassié, qui a sûrement été bâti au cours du XIXe siècle, au vu de son architecture.
Les propriétaires du château l'ouvrent aujourd'hui pour des manifestations culturelles, en collaboration avec des associations.

## Architecture
Le château de Lagasssié est un corps de logis quadrangulaire s'élevant sur trois étages. Sa façade principale, au nord, est flanquée de deux tours d'angles rondes, dont les toitures sont soutenues par de faux mâchicoulis. Elle se découpe en 6 travées régulières, avec de grandes ouvertures rectangulaires au rez-de-chaussée et premier étage, et des fenêtres semi-circulaire au second. La façade arrière, au sud, présente une large tour carrée en son angle sud-ouest. Elle ne s'organise qu'en cinq travées, avec un petit balcon au premier étage. Le bâtiment est enduit en blanc, avec des encadrements d'ouvertures et des bandeaux en brique.
Le parc boisé du château possède quelques dépendances, ainsi qu'un carré de jardin à la française, devant la façade nord. Ainsi, on trouve un pigeonnier, une magnifique chapelle privée, et un petit pavillon flanqué d'une tour ronde, le tout en brique.